# Нагли (Псковська область)
Нагли (рос. Нагли) — присілок в Питаловському районі Псковської області Російської Федерації.
Населення становить 27 осіб. Входить до складу муніципального утворення Гавровська волость.

## Історія
Від 2015 року входить до складу муніципального утворення Гавровська волость.

## Населення
| 2001 | 2002 | 2010 |
| ---- | ---- | ---- |
| 31   | ↗35  | ↘27  |